# الشاي المعلب

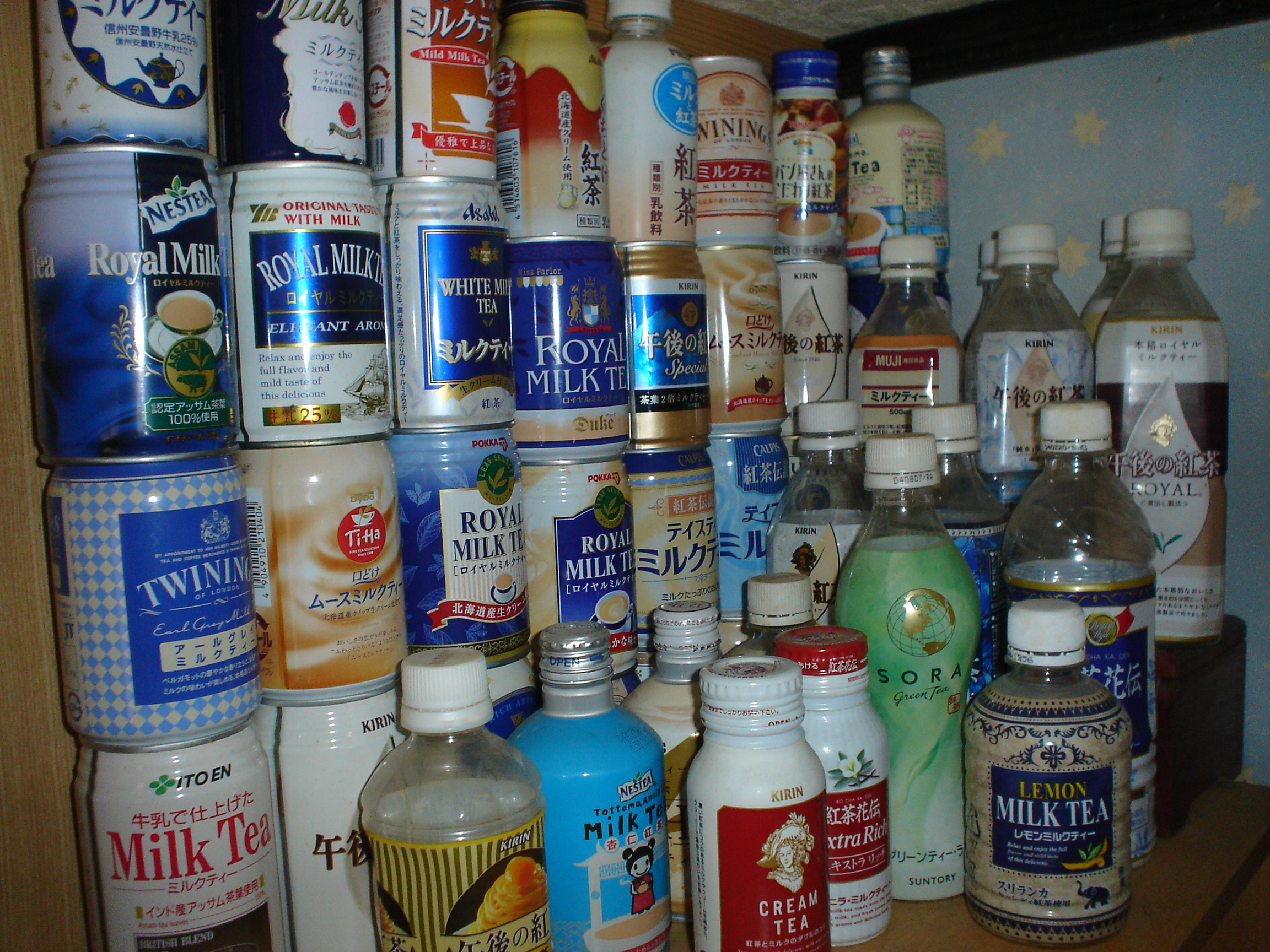
شاي الحليب المعلب الياباني

الشاي المعلب هو طريقة حديثة نسبيًا لتسويق الشاي الذي تم بيعه تقليديًا على شكل أوراق شاي وأيضًا، على مدار المائة عام الماضية، في شكل أكياس شاي. تستخدم عملية التعليب لإنتاج مشروب جاهز. تشمل المزايا المتصورة سهولة الاستخدام (الحد الأدنى من وقت التحضير أو عدمه) وإمكانية الإضافات (مثل النكهات أو السكر)؛ العيوب هي تكلفة الشحن (وبالتالي سعر المنتج) وقلة حداثة الشاي.

## الشاي
الشاي هو مشروب يُصنع عن طريق نقع الأوراق أو البراعم أو أغصان نبات الكاميليا الصينية في الماء الساخن لبضع دقائق. يمكن أن تشمل المعالجة الأكسدة (تسمى «التخمير» في صناعة الشاي) والتسخين والتجفيف وإضافة الأعشاب والزهور والتوابل والفواكه. هناك أربعة أنواع رئيسية من الشاي: الأسود، والشاي الصيني الاسود، والأخضر، والأبيض. الشاي مصدر طبيعي للكافيين، الثيوفيلين، الثيانين ومضادات الأكسدة. لكنه يكاد لا يحتوي على دهون أو كربوهيدرات أو بروتين
ولقد تم استهلاك الشاي في الصين منذ حوالي 5000 عام.

## التعليب
التعليب هي طريقة لحفظ الطعام عن طريق تسخينه إلى درجة حرارة تقضي على الكائنات الحية الدقيقة الملوثة، ثم يتم غلقها في برطمانات أو علب أو أكياس محكمة الغلق. تم تسجيل براءة الاختراع في المملكة المتحدة عام 1810 ، ولم يتم استخدام طريقة الحفظ هذه على نطاق واسع للمشروبات الغازية حتى تم تسجيل براءة اختراع نسخة عبوة المشروبات في الولايات المتحدة الأمريكية في عام 1963